# フランコ・ディ・サント
フランコ・マティアス・ディ・サント（Franco Matías di Santo, 1989年4月7日 - ）は、アルゼンチン・メンドーサ出身のサッカー選手。ウニベルシダ・カトリカ所属。ポジションはフォワード。イタリア系アルゼンチン人でありイタリア国籍も持っているため、EU内選手と同じ扱いとなる。

## 経歴
アルゼンチンのニューウェルズ・オールドボーイズのユースでキャリアをスタートさせた。
2006年から2008年に所属したチリのアウダックス・イタリアーノでは61試合で15ゴールをあげた。
2008年1月に移籍金は700万ドルの4年半の契約でチェルシーFCに移籍した。なかなか出場機会に恵まれないが、リザーブチームのゲームでは2008年4月にトッテナム・ホットスパーFCとのリザーブゲームでハットトリックをあげるなどアピールしている。
2009-10シーズンはブラックバーンへレンタル移籍。2010年8月31日、ウィガン・アスレティックFCに3年契約で移籍した。
2013年8月14日、ヴェルダー・ブレーメン と2016年までの契約を結んだ。
2015年7月25日、シャルケ04と2019年6月30日までの4年契約で完全移籍した。
2019年2月1日、シャルケ04と契約を解除し、ラーヨ・バジェカーノとシーズン終了までの契約を結んだ。
2019年8月6日、アトレチコ・ミネイロに移籍した。
2020年7月10日、CAサン・ロレンソ・デ・アルマグロに移籍した。

## タイトル

### クラブ
チェルシーFC
- FAカップ : 2009

ウィガン・アスレティックFC
- FAカップ : 2013